# Madre Antonia Maria da Misericórdia

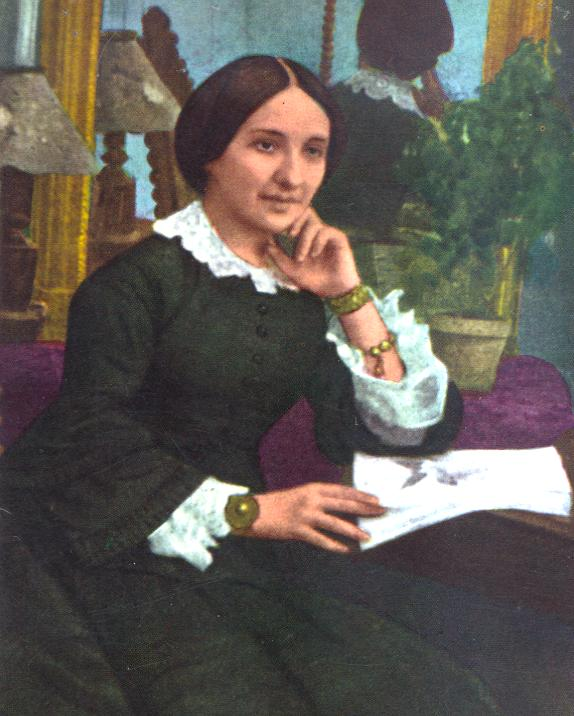
Madre Antonia.

Antonia Maria de Oviedo Schontal (Lausanne (Suíça), 16 de março de 1822, 28 de fevereiro de 1898) foi uma religiosa espanhola nascida na Suíça, célebre por se ter dedicado ao acolhimento e recuperação social de prostitutas. O Pe. Serra e Antonia fundaram, em 1870, a Congregação de Irmãs Oblatas do Santíssimo Redentor, quando então Antonia Maria de Oviedo passou a se chamar Antonia Maria da Misericórdia ou, simplesmente, Madre Antonia, devotando definitivamente sua vida à causa das mulheres em situação de prostituição. Atualmente, a Congregação de Irmãs Oblatas está presente na Espanha, Itália, Portugal, Argentina, Estados Unidos, Brasil, México, Venezuela, Colômbia, Uruguai, República Dominicana, Guatemala, Porto Rico, Angola e Filipinas.